# Rue Audran (Lyon)
Pour les articles homonymes, voir Rue Audran et Audran.
La rue Audran est une rue du quartier des pentes de la Croix-Rousse dans le 1er arrondissement de Lyon, en France.

## Situation et accès
La rue commence boulevard de la Croix-Rousse, juste à côté des escaliers qui descendent rue Mottet-de-Gérando et où se trouve un stationnement cyclable, elle se coude au niveau de la rue Grognard et se termine montée Saint-Sébastien. La circulation se fait dans le sens inverse de la numérotation et à double-sens cyclable avec un stationnement des deux côtés.

## Origine du nom
La rue rend honneur à la Famille Audran, une lignée de peintres et de graveurs qui compte plusieurs lyonnais dont le plus célèbre est Gérard Audran (1640-1703) dont la statue se trouve sur la fontaine de la place des Jacobins.

## Historique
En 1825, Louis-Benoit Coillet, voyer de Lyon, trace un plan pour créer de nouvelles rues dans plusieurs clos des pentesdont celui du clos Bodinsitué sur l'ancien terrain du couvent des Colinettes. Après l'ouverture de la rue, le conseil municipal décide de lui donner le nom de Audran le 18 juin 1829.